# Hermann Bendix Todsen

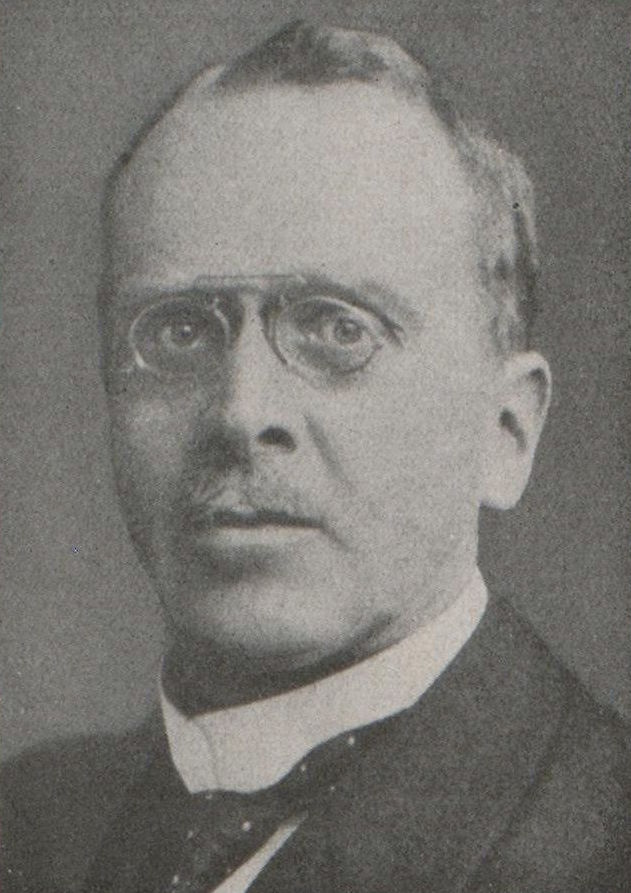
Hermann Todsen 1920

Hermann Bendix Todsen (* 5. Juli 1864 in Grahlenstein, heute Ortsteil von Gelting, Kreis Schleswig-Flensburg; † 8. Januar 1946 in Malente-Gremsmühlen) war von 1899 bis 1930 Oberbürgermeister von Flensburg.

## Leben
Todsen studierte Jura und startete eine Laufbahn im Verwaltungsdienst. Am 14. September 1893 wurde Todsen zum Beigeordneten der Stadt Flensburg gewählt, 1894 zum II. Bürgermeister der Stadt Flensburg berufen. 1899 wurde er Erster Bürgermeister (siehe auch: Liste der Stadtoberhäupter von Flensburg).
In der Preußenzeit Flensburgs begann sich eine rege Bautätigkeit in der wachsenden Stadt zu entfalten. Auch die Fördehänge an der Flensburger Innenstadt wurden bebaut. Gutbetuchte Bürger siedelten sich auf der Westlichen Höhe an. Auch Todsen ließ sich auf der Westseite der Stadt eine Villa bauen, die sogenannte Villa Todsen.
Zum Ende des 19. Jahrhunderts siedelte sich die Kaiserliche Marine in Mürwik an. Todsen erkannte die Wachstumspotenziale des Ostufers der Förde. Deshalb zog er es in die strategische Planung der Stadt ein. Tatsächlich wuchsen die angrenzenden kleinen Gemeinden im Osten in Folge der Ansiedlung. Schon aus Gründen der Reputation entstand der Wunsch das Ostufer und insbesondere Mürwik in ihren Stadtgrenzen einzugliedern. Schließlich wurden 1910 die beiden Gemeinden Fruerlund und Twedter Holz nach Flensburg eingemeindet, und Mürwik, wo 1910 für die Offiziersausbildung der Marine das sogenannte „Rote Schloss“ errichtet worden war, entwickelte sich seitdem zum Größten und einem sehr bedeutsamen Stadtteil Flensburgs. Mit der Anbindung an die städtische Infrastruktur konnte Mürwik in Folge weiter rasant wachsen. In seine Amtszeit fiel nicht nur die Komplettierung der städtischen Infrastruktur (wie Elektrizitätswerk, Schlachthof, Berufsfeuerwehr, elektrische Straßenbahn Flensburgs), die erwähnte Errichtung der Marineschule Mürwik sowie die Errichtung verschiedener Bauten im Stil der Heimatschutzarchitektur, die noch heute Flensburgs Optik stark prägen, sondern auch die Herausforderungen durch veränderte Seehandelsströme mit der Eröffnung des Nord-Ostsee-Kanals wie auch die Widrigkeiten des Ersten Weltkrieges und 1920 die Abtrennung Nordschleswigs, durch die Flensburg zur Grenzstadt wurde.

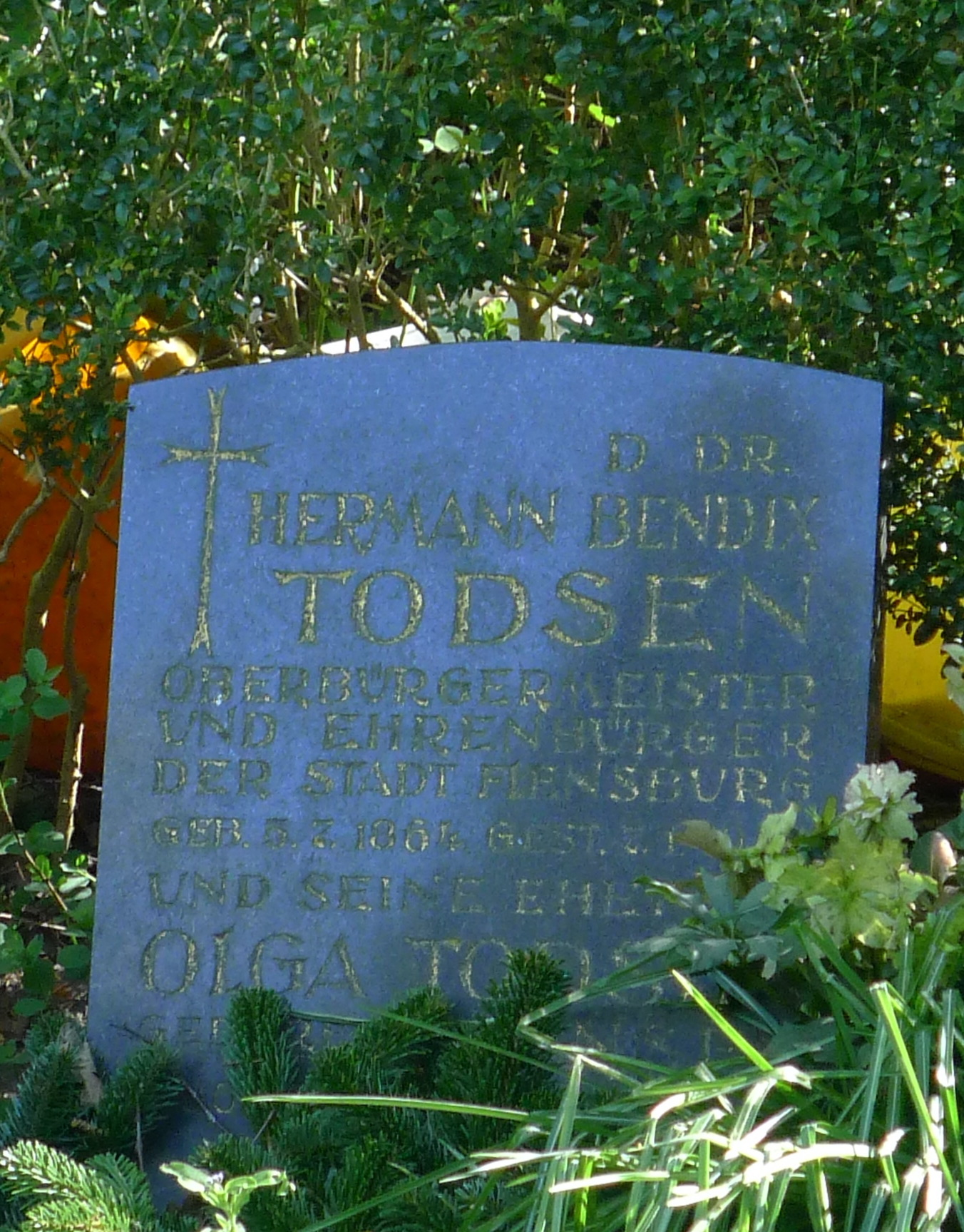
Grabstein Todsens auf dem Mühlenfriedhof in Flensburg

Todsen übte sein Amt über das Kaiserreich hinaus bis zum Jahr 1930 aus. Von 1899 bis zu dessen Auflösung 1918 war er Vertreter seiner Stadt im Preußischen Herrenhaus. Später vertrat er Flensburg im Preußischen Staatsrat.
Todsen wurde auf dem Mühlenfriedhof in Flensburg beerdigt.

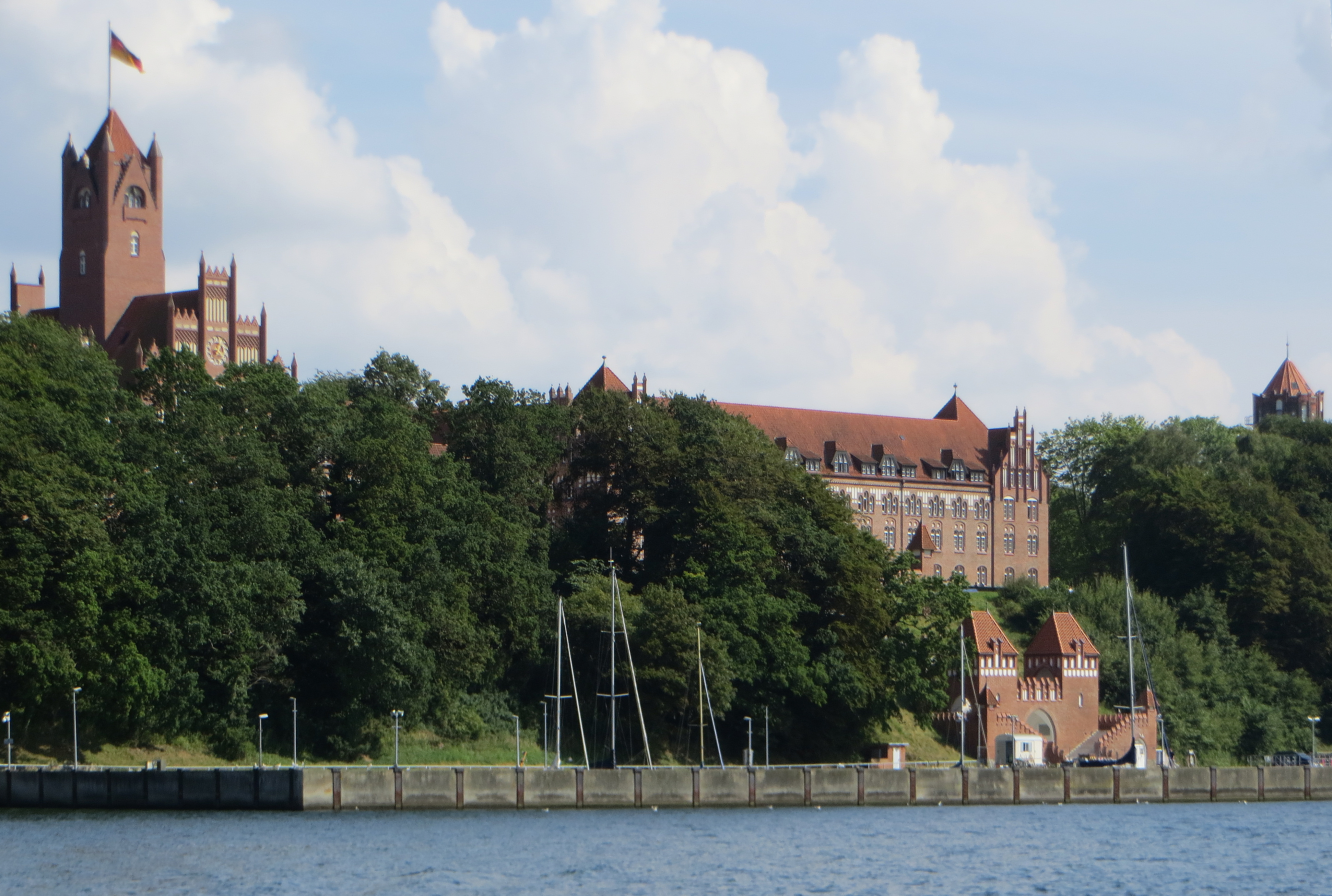
In Todsens Amtszeit wurde die Marineschule Mürwik, das Rote Schloss, errichtet. Mürwik mit den angrenzenden Teilen des Ostufers wurden sodann eingemeindet.
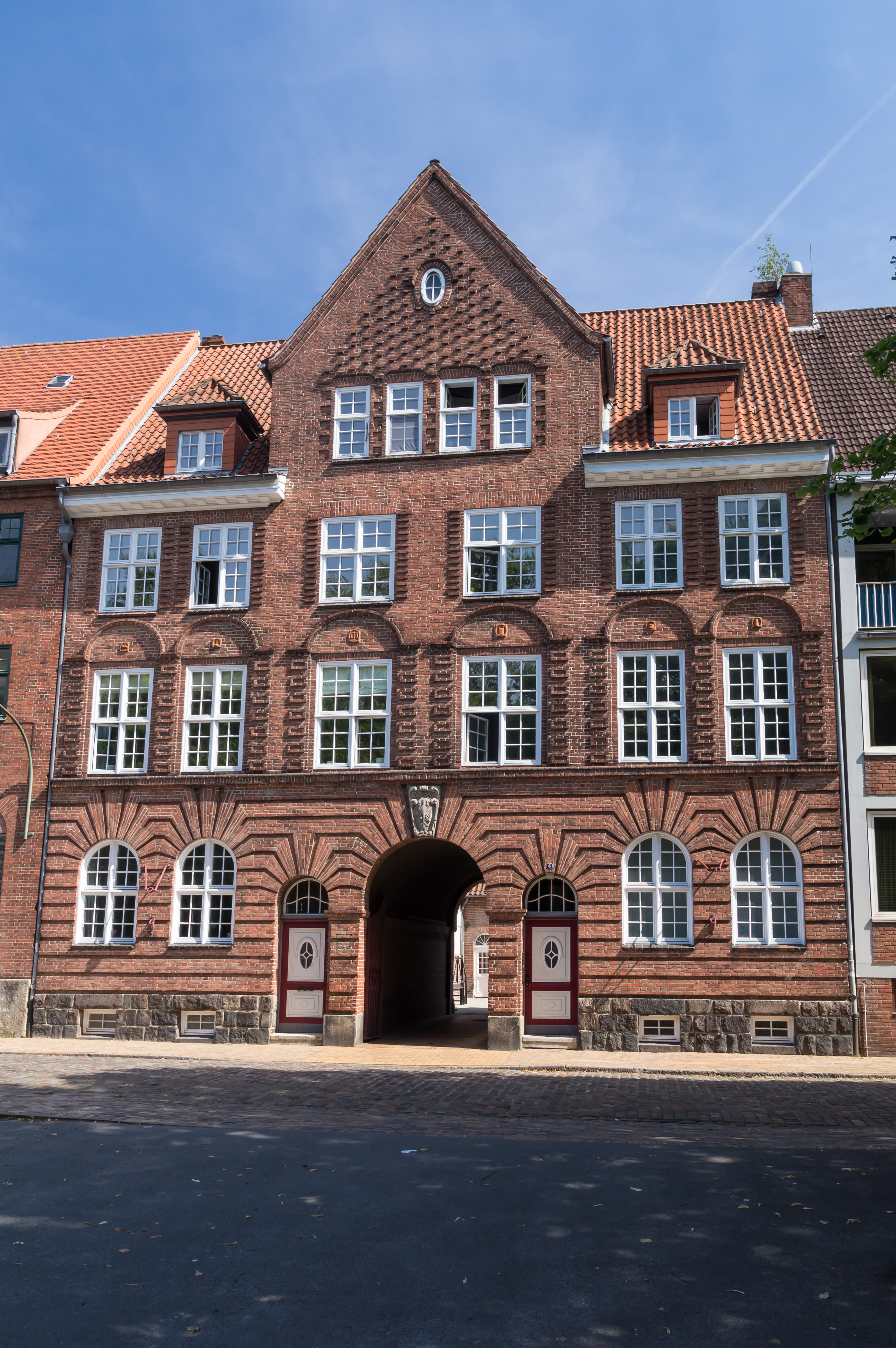
Das Eichamt Flensburg, ein wichtiges Zeugnis der Preußenzeit wurde ebenfalls in seiner Amtszeit errichtet.
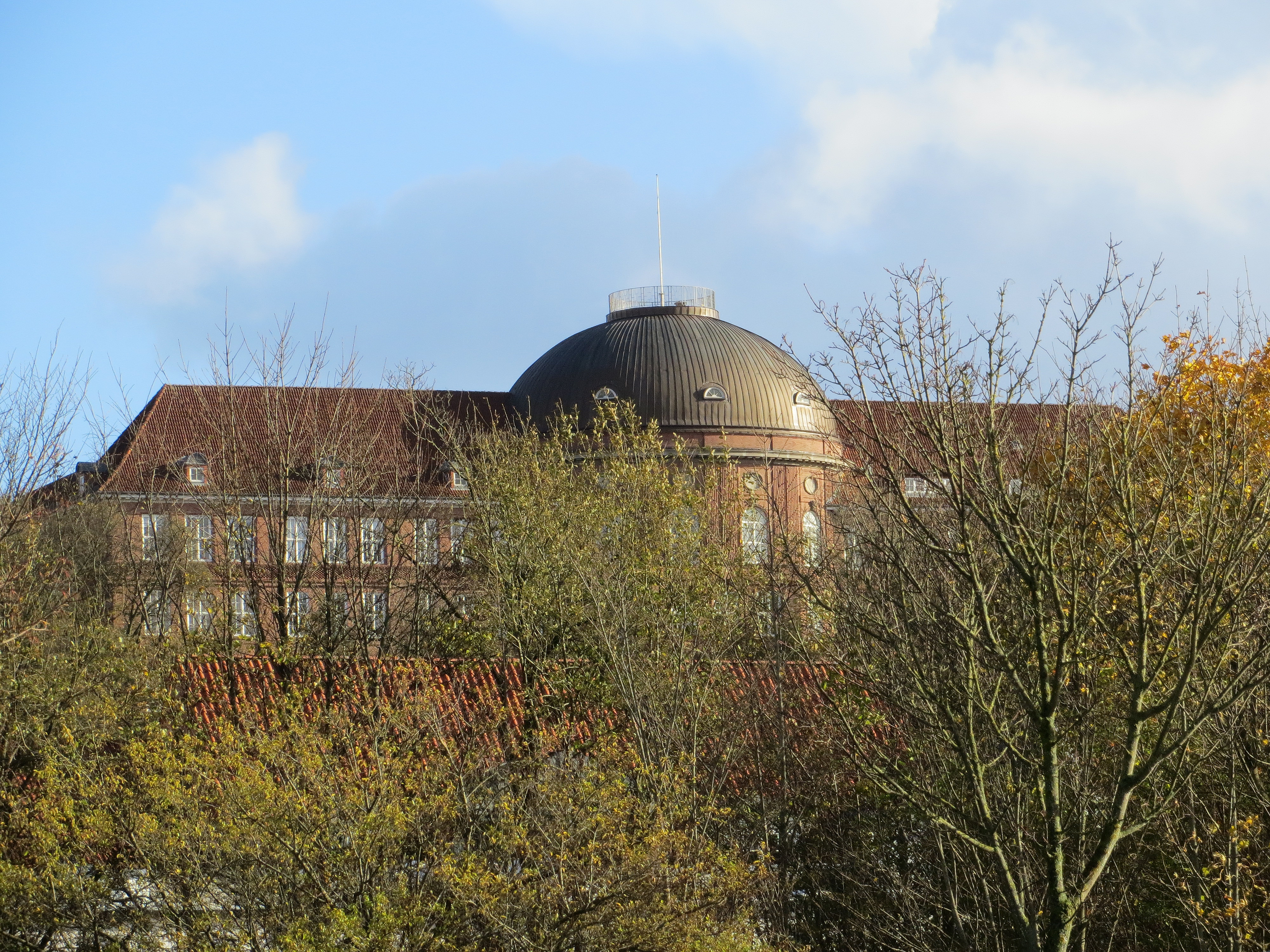
Der Bürgermeister machte sich um den optisch und strukturell gelungenen Ausbau des Ostufers verdient. Erster Name der Goethe-Schule, die seit 1914 schrittweise nach Plänen von Paul Ziegler entstand, sollte gegen den Willen der Nazis Todsen-Schule lauten.
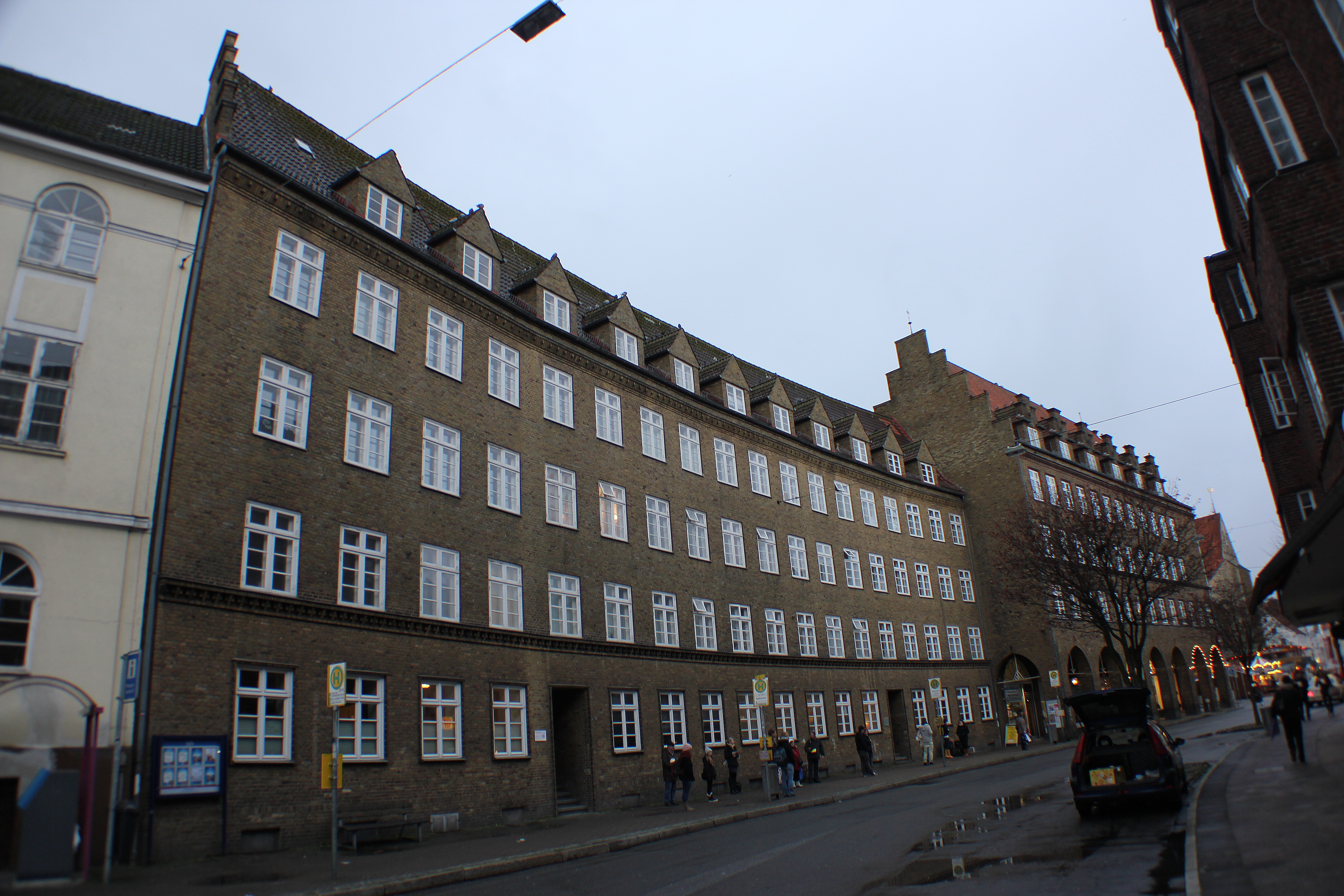
Die Dr. Todsen Straße mit dem markanten Eckhaus von Paul Ziegler.

## Ehrungen
Mit dem Ausscheiden aus seinem städtischen Amt wurde Todsen zum Ehrenbürger der Stadt ernannt. Die Dr.-Todsen-Straße in Flensburg (Lage) ist seit 1961 nach ihm benannt. Anfang der 1930er Jahre befand zudem das damalige Kollegium der heutigen Goethe-Schule Flensburg, dass die Schule den Namen Todsen-Schule erhalten sollte, doch der nationalsozialistische Magistrat unter Wilhelm Sievers setzte 1933/34 den Namen „Adolf Hitler-Schule“ durch.